# Оксетан

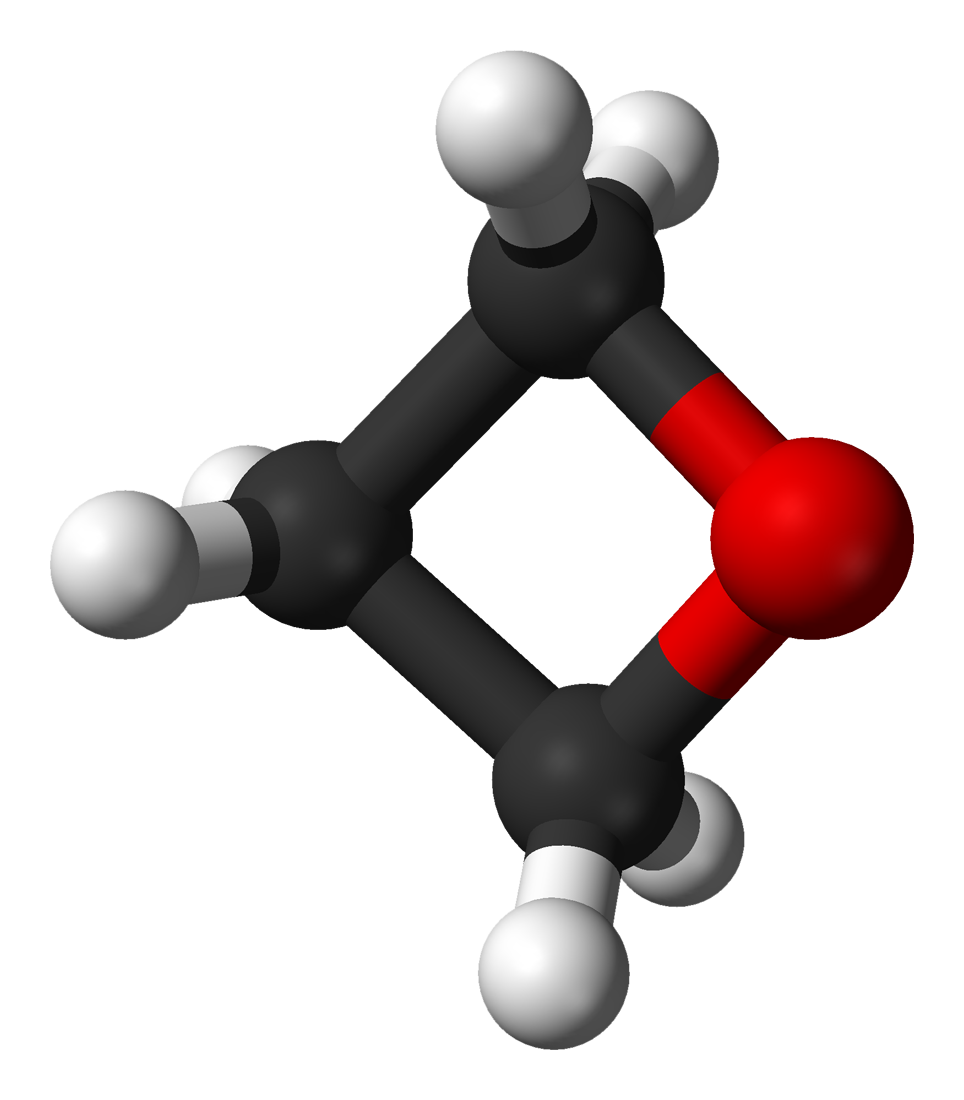

Оксетани (англ. oxetanes) — гетероциклічні хімічні сполуки, що містять у молекулі насичений чотиричленний цикл з одним атомом O. Стабільніші за тричленні аналоги (оксирани). Хімічна формула C3H6O.